# Sportovní střelba na Letních olympijských hrách 1968
Střelecké soutěže na Olympijských hrách v Ciudad de México 1968 se konaly od 18. října do 23. října 1968.

## Medailisté

### Muži
| Kategorie                                            | Zlato                                            | Stříbro                                        | Bronz                                                 |
| ---------------------------------------------------- | ------------------------------------------------ | ---------------------------------------------- | ----------------------------------------------------- |
| 25 metrů rychlopalná pistole                         | Józef Zapędzki · Polsko (POL)                    | Marcel Roșca · Rumunsko (ROU)                  | Renart Suleymanov · Sovětský svaz (URS)               |
| 50 metrů libovolná pistole                           | Grigory Kosykh · Sovětský svaz (URS)             | Heinz Mertel · Západní Německo (FRG)           | Harald Vollmar · Německá demokratická republika (GDR) |
| 300 metrů puška - (tři pozice)                       | Gary Lee Anderson · Spojené státy americké (USA) | Valentin Kornev · Sovětský svaz (URS)          | Kurt Müller · Švýcarsko (SUI)                         |
| 50 metrů libovolná malorážka 3×40 ran polohový závod | Bernd Klingner · Západní Německo (FRG)           | John Writer · Spojené státy americké (USA)     | Vitali Parkhimovitch · Sovětský svaz (URS)            |
| 50 metrů libovolná malorážka 60 ran vleže            | Jan Kůrka · Československo (TCH)                 | László Hammerl · Maďarsko (HUN)                | Ian Ballinger · Nový Zéland (NZL)                     |
| Skeet                                                | Jevgenij Petrov · Sovětský svaz (URS)            | Romano Garagnani · Itálie (ITA)                | Konrad Wirnhier · Západní Německo (FRG)               |
| Trap                                                 | John Braithwaite · Velká Británie (GBR)          | Thomas Garrigus · Spojené státy americké (USA) | Kurt Czekalla · Německá demokratická republika (GDR)  |